# Vertebra prominente
La vertebra prominente è la settima vertebra della colonna vertebrale, l'ultima delle vertebre cervicali.

## Anatomia
La vertebra prominente deve il suo nome al suo processo spinoso (detto appunto processo prominente) particolarmente sviluppato in lunghezza e molto evidente alla palpazione. A volte, la settima vertebra cervicale è associata a una costola extra, nota come costola cervicale, che si sviluppa dalla radice anteriore del processo trasversale. Queste costole sono solitamente piccole, ma possono occasionalmente comprimere i vasi sanguigni (come l'arteria succlavia o la vena succlavia) o i nervi del plesso brachiale, causando dolore, intorpidimento, formicolio e debolezza nell'arto superiore, una condizione detta sindrome dello stretto toracico superiore. Molto raramente, questa costola si presenta in coppia.
Il processo spinoso è molto sviluppato, tanto da ricordare quello delle vertebre toraciche.
Al contrario delle altre vertebre cervicali, il suo processo spinoso non è bifido e termina in un tubercolo a cui si lega il legamento nucale. I processi trasversali sono di dimensioni considerevoli, le loro radici posteriori sono grandi e prominenti, mentre le anteriori sono piccole e debolmente marcate.
Il forame trasversale può essere grande come quello delle altre vertebre cervicali, ma generalmente è più piccolo su uno o entrambi i lati; occasionalmente è doppio, a volte è assente. Sul lato sinistro occasionalmente è presente il passaggio all'arteria vertebrale; più frequentemente la vena vertebrale la attraversa da entrambi i lati; ma di solito sia l'arteria che la vena passano davanti al processo trasversale, e non attraverso il forame.